# Serhij Šestakov
Serhij Serhijovyč Šestakov (in ucraino Сергій Сергійович Шестаков?; Ladyžyn, 12 aprile 1990) è un calciatore ucraino, centrocampista del Lisne.

## Carriera
Ha giocato nella massima serie dei campionati ucraino ed ungherese.